# Cortinicara
Cortinicara es un género de escarabajos  de la familia Latridiidae. En 1802 Marsham describió el género. Contiene las siguientes especies:
- Cortinicara afghana Johnson, 1977
- Cortinicara andersoni (Blackburn, 1891)
- Cortinicara baronowskii Johnson, 1989
- Cortinicara bhutanica Johnson, 1977
- Cortinicara biloba Rücker, 1984
- Cortinicara blatchleyi Johnson, 1989
- Cortinicara carinifrons Johnson, 1990
- Cortinicara conferta (Reitter, 1879)
- Cortinicara corpulenta (Motschulsky, 1866)
- Cortinicara fukiensis Johnson, 1990
- Cortinicara gibbosa (Herbst, 1793)
- Cortinicara hirtalis (Broun, 1880)
- Cortinicara luzonica Johnson, 1989
- Cortinicara meridianus Johnson, 1975
- Cortinicara vagepunctata (Broun, 1914)